# Alpnach
Alpnach é uma comuna da Suíça, no Cantão Obwald, com cerca de 5.123 habitantes. Estende-se por uma área de 56,56 km², de densidade populacional de 91 hab/km². Confina com as seguintes comunas: Ennetmoos (NW), Entlebuch (LU), Hergiswil (NW), Kerns, Sarnen, Schwarzenberg (LU), Stansstad (NW).
A língua oficial nesta comuna é o Alemão.